# Zhang Xielin
Dans ce nom chinois, le nom de famille, Zhang, précède le nom personnel Xielin.
Pour les articles homonymes, voir Zhang.
Zhang Xielin (chinois traditionnel : 張燮林 ; chinois simplifié : 张燮林 ; pinyin : Zhāng Xièlín) est un ancien joueur et entraîneur du tennis de table. Il est surnommé « magicien » pour ses tranches imprévisibles.

## Palmarès
- 1961  Championnats du monde de tennis de table simple messieurs
- 1963  Championnats du monde de tennis de table simple messieurs
- 1963  Championnats du monde de tennis de table double messieurs
- 1963  Championnats du monde de tennis de table par équipes
- 1965  Championnats du monde de tennis de table double messieurs
- 1965  Championnats du monde de tennis de table double mixte
- 1965  Championnats du monde de tennis de table par équipes
- 1971  Championnats du monde de tennis de table double mixte